# Канадсько-хорватські відносини
Канадсько-хорватські відносини (англ. Canada-Croatia relations, фр. relations Canada-Croatie, хорв. kanadsko-hrvatski odnosi) — історичні та поточні двосторонні відносини між Канадою та Хорватією.
Канада має посольство в Загребі, а Хорватія має посольство в Оттаві, генеральне консульство в Міссісозі та почесного консула у Ванкувері.

## Історія

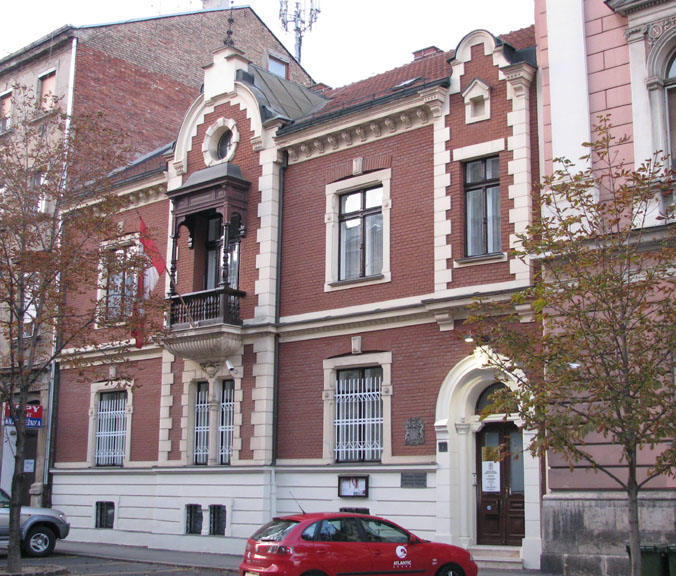
Будівля канадського посольства в Загребі

Хоча офіційні відносини між Хорватією та Канадою почалися в останньому десятилітті ХХ століття, перші контакти сталися майже п'ять століть тому. Під час своєї третьої подорожі (1541—1542) перший дослідник Канади Жак Картьє мав у своїй команді двох хорватів. Відомий дослідник і засновник міста Квебек Самюель де Шамплен підрядив одного хорватського шахтаря, щоб той допоміг йому з попередньою розвідкою щодо канадської географії та геології (1604—1606). На запрошення французького уряду хорватські вояки служили в хорватських частинах австрійської армії, спрямованих на захист Нової Франції (1758—1759). У ХІХ столітті хорвати брали участь у перших виловах лосося у Британській Колумбії, долучилися до Золотої лихоманки Карибу 1860-х років і Золотої лихоманки Клондайку кінця 1890-х років. Чимало хорватів оселилося на величезних просторах Канади протягом посиленої міграції, яка охоплювала більшу частину ХХ сторіччя. Більшість осіла в Онтаріо, на другому місці — Ванкувер і Монреаль та навколишні місцевості, а невеликі групи оселилися в Альберті, Саскачевані та Манітобі.
15 січня 1992 року Канада однією з перших країн визнала Хорватію після проголошення нею незалежності від колишньої Югославії. 14 квітня 1993 року ці дві держави встановили дипломатичні відносини. 15 лютого 1994 року Хорватія відкрила посольство в Канаді, а восени того ж року Канада відкрила своє посольство в Хорватії. Пізніше, 16 листопада 1994 року, Хорватія відкрила Генеральне консульство Хорватії в Міссісозі/Торонто.
У червні 1994 р. Канаду відвідав міністр закордонних справ Хорватії Мате Гранич. 1994—1995 роки заклали початок планомірного розвитку хорватсько-канадських двосторонніх відносин. У той час Канада брала участь у військових контингентах у Хорватії в рамках миротворчої місії ООН. Після визволення хорватських окупованих територій у 1995 році Канада наполягала на поверненні біженців у Хорватію, співробітництві з МТКЮ, а також на посиленні регіональної співпраці.
Відразу після заснування МТКЮ в 1996 році Канада запровадила додаткову візову вимогу — форму D-20 (пізніше форму IMM5559) для всіх громадян Хорватії чоловічої статі віком від 18 до 65 років, яка передбачала надання докладних відомостей про військову роль або подібну діяльність такої особи під час агресії проти Хорватії. Такий суворий візовий режим перешкоджав спілкуванню між двома країнами. Упродовж післявоєнного десятиліття відбулося лише кілька робочих візитів на високому рівні. Крім того, в 2001 році Канаду відвідав міністр закордонних справ Хорватії Тоніно Піцула, а офіційний візит 2003 року спікера хорватського парламенту Златка Томчича через цю суперечливу вимогу щодо додаткової форми візи було скасовано.
1997 року уряди обох держав підписали угоду про сприяння та захист іноземних інвестицій, у 1999 році Канада та Хорватія підписали угоду про уникнення подвійного оподаткування, а 2006 року уклали угоду про повітряне сполучення.
Інтенсивний політичний діалог розпочався 2006 року з першим в історії відвіданням Хорватії канадським високопосадовцем — спікером Сенату Ноелем Кінселлою разом із супровідною делегацією. Після цього візиту Ноель Кінселла та спікер Палати громад Пітер Міллікен запросили міністра закордонних справ та європейської інтеграції Хорватії як єдиного доповідача зі сторони на відкриття 52-ї щорічної сесії Парламентської асамблеї НАТО у Квебеку в листопаді 2006 р. Протягом 2007, 2008 і 2009 рр. і на початку 2010 р. з'явилася нова динаміка у двосторонніх відносинах, було започатковано численні ініціативи щодо розвитку взаємин у політичному, економічному та культурному плані. Загалом активізована співпраця у багатьох напрямах привела до взаємної підтримки позицій і кандидатур на членство в органах і комісіях міжнародних організацій Як канадський уряд, так і канадський парламент були рішучими прихильниками членства Хорватії в НАТО та наданням великої підтримки у прийнятті «надзвичайних» процедур у процесі ратифікації Протоколу про розширення НАТО щодо Хорватії. Єдиним спірним моментом у хорватсько-канадських відносинах протягом десятиліття була додаткова візова вимога для громадян Хорватії — форма IMM5559 (раніше форма D-20). Після численних обговорень та виступів хорватського уряду і хорватського посольства в Оттаві, а також хорватської громади в Канаді щодо скасування додаткової візової форми канадський уряд прийняв можливість розпочати діалог із цього питання та відрядив до Хорватії навесні 2007 року свого першого експерта у справах імміграції. Нарешті, у лютому 2008 року міністр імміграції Даян Фінлі ухвалила рішення про скасування цієї додаткової візової вимоги військового характеру.
Після повторної перемоги консервативного уряду на парламентських виборах у жовтні 2008 року міністром імміграції було призначено Джейсона Кенні, який після офіційного візиту до Хорватії розпочав офіційну процедуру перевірки готовності Хорватії до безвізового режиму. 29 березня 2009 року уряд Канади ухвалив історичне рішення про скасування віз для громадян Хорватії. Хорватська громада в Канаді зібрала багато тисяч підписів на підтримку цього знакового рішення.
Цей новий політичний рівень підсилив у жовтні 2009 року перший в історії державний візит у Хорватію Генерал-губернаторки Канади Мікаель Жан. На додачу до створеного цим візитом важливого меседжу генерал-губернаторка Жан, яка відвідала Загреб, Спліт, Дубровник і Вуковар, особисто засвідчила хорватсько-канадську дружбу та успіх Хорватії на міжнародній арені, зокрема щодо співпраці з МТКЮ.
У грудні 2009 року міністр закордонних справ Гордан Яндрокович і міністр Джейсон Кенні разом із хорватською громадою в Торонто започаткували нову еру хорватсько-канадських відносин. Під час свого офіційного візиту міністр Яндрокович і його канадський колега Лоренс Кеннон ініціювали переговори щодо угоди про молодіжну мобільність, зміцнення організаційної основи торгівлі та взяли на себе зобов'язання політичного діалогу з метою розвитку й підтримки сталого довгострокового партнерства. Угода про мобільність дозволяє канадській та хорватській молоді віком від 18 до 35 років подорожувати, отримувати дозвіл на роботу та працювати в кожній із цих двох країн строком до 12 місяців.
Згодом міністр Лінн Єліч (хорватського походження) представляла Канаду на церемонії інавгурації нового президента Хорватії Іво Йосиповича. Під час перебування в Хорватії вона провела двосторонні зустрічі з Яндроковичем, міністром економіки Попіячем та іншими відповідними господарськими об'єднаннями.
На тлі загальних структурних змін відбулося зрушення у позитивний бік у сприйнятті Хорватії канадськими ЗМІ. Замість образу країни, яка нещодавно вийшла з війни, Хорватію відтоді зазвичай змальовували як сучасну європейську країну та як привабливий і безпечний туристичний напрямок у Середземномор'ї.

## Торговельні відносини
Двосторонній торгівлі та організації торгових місій активно сприяють Канадсько-хорватська торгова палата в Торонто та Канадсько-хорватська ділова мережа в Загребі. У розвитку торгівлі та інвестиційних можливостей в обох країнах ключову роль відіграють канадські хорвати.
Хорватія активно підтримує Всеосяжну економічно-торговельну угоду між Канадою та ЄС (CETA), ставши 30 червня 2017 року третьою державою-членом ЄС, яка її ратифікувала на національному рівні. Ця широка торговельна угода окреслює або скасовує бар'єри практично в усіх секторах і аспектах двосторонньої торгівлі між Канадою та Хорватією, збільшує робочі місця та сприяє створенню нових комерційних можливостей для канадського і хорватського бізнесу.

## Оборонне співробітництво
Хорватія — цінний союзник Канади, її військовики спільно зі збройними силами Канади несли службу в Афганістані, Косові та інших місіях НАТО. Хорватія також відіграє важливу роль у Розширеній передовій присутності НАТО. Кораблі Королівського військово-морського флоту Канади регулярно гостюють у портах Хорватії.